# オリンピック支援集団
オリンピック支援集団とは、かつて日本国内でオリンピックが行われる際にその準備や競技中の支援を行うために臨時編成されていた陸上自衛隊の部隊である。

## 概要
オリンピック競技大会に対する協力は自衛隊法第100条の3及び自衛隊法施行令第126条の12に定められており、関係機関からの依頼に基づき防衛大臣が自衛隊の任務遂行に支障を生じない範囲において必要な協力を命ずることができる。
主にオリンピックを開催する都市を管轄する方面隊の隊員を中心に、会場の準備や各種競技の支援等を行うために臨時編成していた。集団規模の部隊は陸上自衛隊の創隊から現在までの間、二度（1964年に開催された東京オリンピック及び1972年に開催された札幌オリンピック）編成している。1998年に開催された長野オリンピックでは「長野オリンピック協力団」、2021年に開催された東京オリンピックについては「東京2020オリンピック・パラリンピック支援団」として団規模で編成された。

## 東京オリンピック支援集団
オリンピック支援集団として正式の発足する以前は「オリンピック準備室」の名称で陸上幕僚監部内に設置されていた。東部方面総監部が置かれていた市ヶ谷駐屯地に臨時編成された東京オリンピック支援のための部隊。
なお、当時の東京オリンピックに支援協力したのは陸上自衛隊が設置したオリンピック支援集団だけではなく、海上自衛隊や航空自衛隊、防衛大学校生が含まれており、総勢約7,600人の規模で選手村の運営や選手・役員の輸送、競技などの支援業務にあたったほか、自衛隊全体でのべ約9万9,000人が動員されている。

### 沿革
- 1963年（昭和38年）
  - 4月1日：陸上幕僚監部オリンピック準備室を設置。
  - 12月10日：東京オリンピック支援集団司令部編成完結。
- 1964年（昭和39年）
  - 8月15日：選手村支援群、輸送支援群、ライフル射撃支援隊、近代五種支援隊、自転車支援隊編成完結。
  - 9月15日：式典支援群、航空・衛生・馬術・陸上競技・カヌー・クレー射撃・漕艇各支援隊編成完結。
  - 10月19日：クレー射撃、漕艇支援隊廃止完結。
  - 10月26日：式典支援群、航空・衛生・近代五種・自転車・陸上競技・カヌー・ライフル射撃各支援隊廃止完結。オリンピック支援の功績により第1級賞状受賞。
  - 11月5日：選手村支援群、輸送支援群廃止完結。
  - 11月20日：東京オリンピック支援集団司令部廃止完結。

※出典

### 編成
- 東京オリンピック支援集団司令部
  - 総務部
  - 企画運用部
  - 競技支援部
- 選手村支援群（群長：1等陸佐 広谷次夫（第13普通科連隊長））
- 輸送支援群（群長：1等陸佐 弘光伝（第101輸送大隊長））
- 式典支援群（群長：1等陸佐 鎌沢致良（第1普通科連隊長））
- 航空支援隊（隊長：2等陸佐 内田精三（第1飛行隊長））
- 衛生支援隊（隊長：2等陸佐 稲木俊三（東部方面総監部医務衛生班長））
- 競技支援群
  - 近代五種支援隊（隊長：2等陸佐 青木修兵衛（第2普通科連隊副連隊長））
  - 馬術支援隊（隊長：2等陸佐 中山勉（第9特科連隊第2大隊長））
  - ライフル射撃支援隊（隊長：1等陸佐 倉重翼（第31普通科連隊長）)
  - 自転車競技支援隊（隊長：2等陸佐 竹原虎男（第3通信大隊長））
  - 陸上競技支援隊（隊長：2等陸佐 森繁実（第1通信大隊長））
  - カヌー支援隊（隊長：2等陸佐 西村武雄（第102建設大隊長））
  - クレー射撃支援隊（隊長：2等空佐 高橋徳福（第2航空教育隊））
  - 漕艇支援隊（隊長：2等空佐 藤田幸夫（中央航空通信群本部運用班長））
- 集団通信隊（隊長：3等陸佐 永田雄一郎（第101搬送通信大隊長））

※出典
| 官職名                     | 階級    | 氏名     | 在任期間                                   | 前職                                                                | 後職                                                                    |
| -------------------------- | ------- | -------- | ------------------------------------------ | ------------------------------------------------------------------- | ----------------------------------------------------------------------- |
| 東京オリンピック支援集団長 | 陸将    | 梅澤治雄 | 1963.12.10 - 1964.11.19 ※1964.7.6 陸将昇任 | 統合幕僚会議事務局第4幕僚室長 →1963.8.1 東部方面総監部付 （陸将補） | 第11師団長                                                              |
| 幕僚長                     | 陸将補  | 原木敏雄 | 1964.03.16 - 1694.11.19                    | 東部方面総監部幕僚副長                                              | 東部方面総監部付 →1965.3.16 陸上自衛隊航空学校長 兼 明野駐とん地司令    |
| 総務部長                   | 1等陸佐 | 吉池重朝 | 1963.12.10 - 1964.11.19                    | 東部方面総監部第1部長 →1963.8.1 東部方面総監部付                    | 自衛隊体育学校付 →1965.1.1 陸将補昇任 →1965.3.16 自衛隊体育学校長       |
| 企画運用部長               | 1等陸佐 | 田畑良一 | 1963.12.10 - 1964.11.19                    | 陸上幕僚監部付 →1963.8.1 東部方面総監部付                           | 陸上幕僚監部第2部付 →1965.1.1 陸将補昇任 →1965.3.16 陸上幕僚監部第2部長 |
| 競技支援部長               | 1等陸佐 | 大横田勉 | 1963.12.10 - 1964.11.19                    | 中部方面総監部厚生課長 →1963.8.1 東部方面総監部付                   | 陸上幕僚監部付 →1966.4.20 停年退官                                      |

## 札幌オリンピック支援集団
真駒内駐屯地に編成されていた札幌冬季五輪支援のための部隊である。冬季オリンピック開催ということもあり、準備は事前計画を含め2年で雪の運搬や会場準備等の計画を立案し、支援を行っていた。札幌オリンピック開催に伴い北部方面隊及び全国の部隊より要員等の支援を受け編成。自衛隊全体でのべ約21万3,000人が動員された。

### 沿革
- 1970年（昭和45年）8月1日：札幌オリンピック支援集団準備本部真駒内駐屯地において編成完結。
- 1971年（昭和46年）8月3日：札幌オリンピック支援集団司令部編成完結。
- 1972年（昭和47年）
  - 1月11日：札幌オリンピック支援集団編成完結。
  - 2月15日：オリンピック支援の功績により第1級賞状受賞。
  - 3月16日：札幌オリンピック支援集団司令部を廃止。

### 編成
※編成に関しては各種目毎・目的別の支援部隊が編成されていた
- 支援集団司令部
- 司令部付隊（隊長：3等陸佐 粥川裕（第11通信大隊副大隊長））
- 航空支援隊（隊長：2等陸佐 高梨宗悦（北部方面ヘリコプター隊第1飛行隊長））
- 通信支援隊（隊長：3等陸佐 田口年秋（北部方面通信群勤務））
- 輸送支援隊（隊長：2等陸佐 片山芳郎（第102輸送大隊長））
- 衛生支援隊（隊長：1等陸佐 山岡拓二（札幌地区病院第1外科部長）
- 式典支援隊（隊長：1等陸佐 斎藤訓生（第11特科連隊長））
- オリンピック村支援隊（隊長：1等陸佐 瀧武正（北部方面総監部第1部勤務））
- 距離競技支援隊（隊長：2等陸佐 佐藤實（第4特科群副群長））
- ジャンプ競技支援隊（隊長：2等陸佐 佐藤真爾（第5特科連隊副連隊長））
- 回転競技支援隊（隊長：2等陸佐 清水哲郎（第26普通科連隊副連隊長））
- 滑降競技支援隊（隊長：2等陸佐 石嵜一（第7特科連隊副連隊長））
- バイアスロン競技支援隊（隊長：1等陸佐 宮田澄男（第18普通科連隊長））
- ボブスレー競技支援隊（隊長：2等陸佐 斉藤直成（第1戦車群副群長））
- リュージュ競技支援隊（隊長：2等陸佐 庄司義雄（第27普通科連隊副連隊長））
- 管理隊

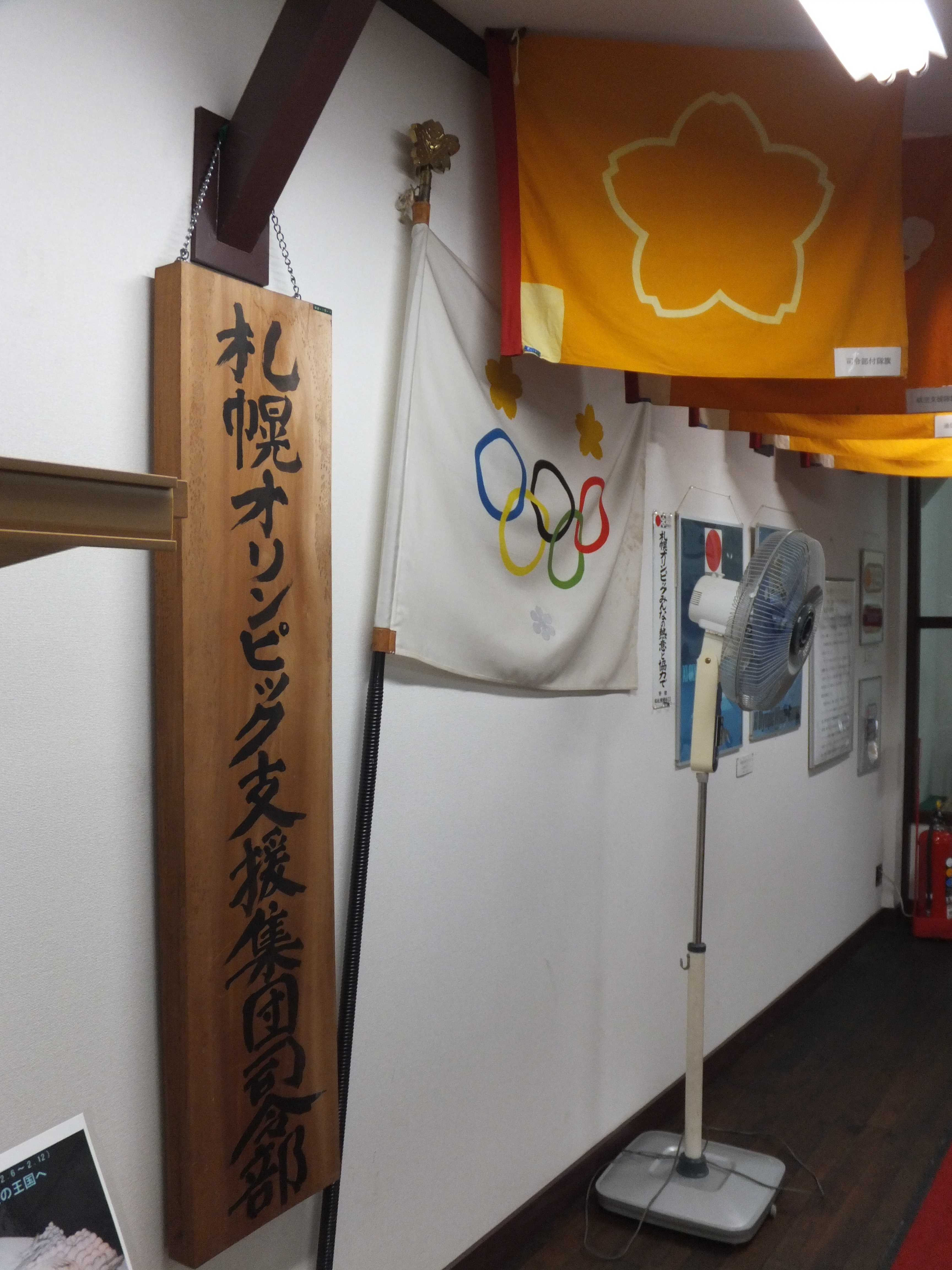
札幌オリンピック支援集団長旗
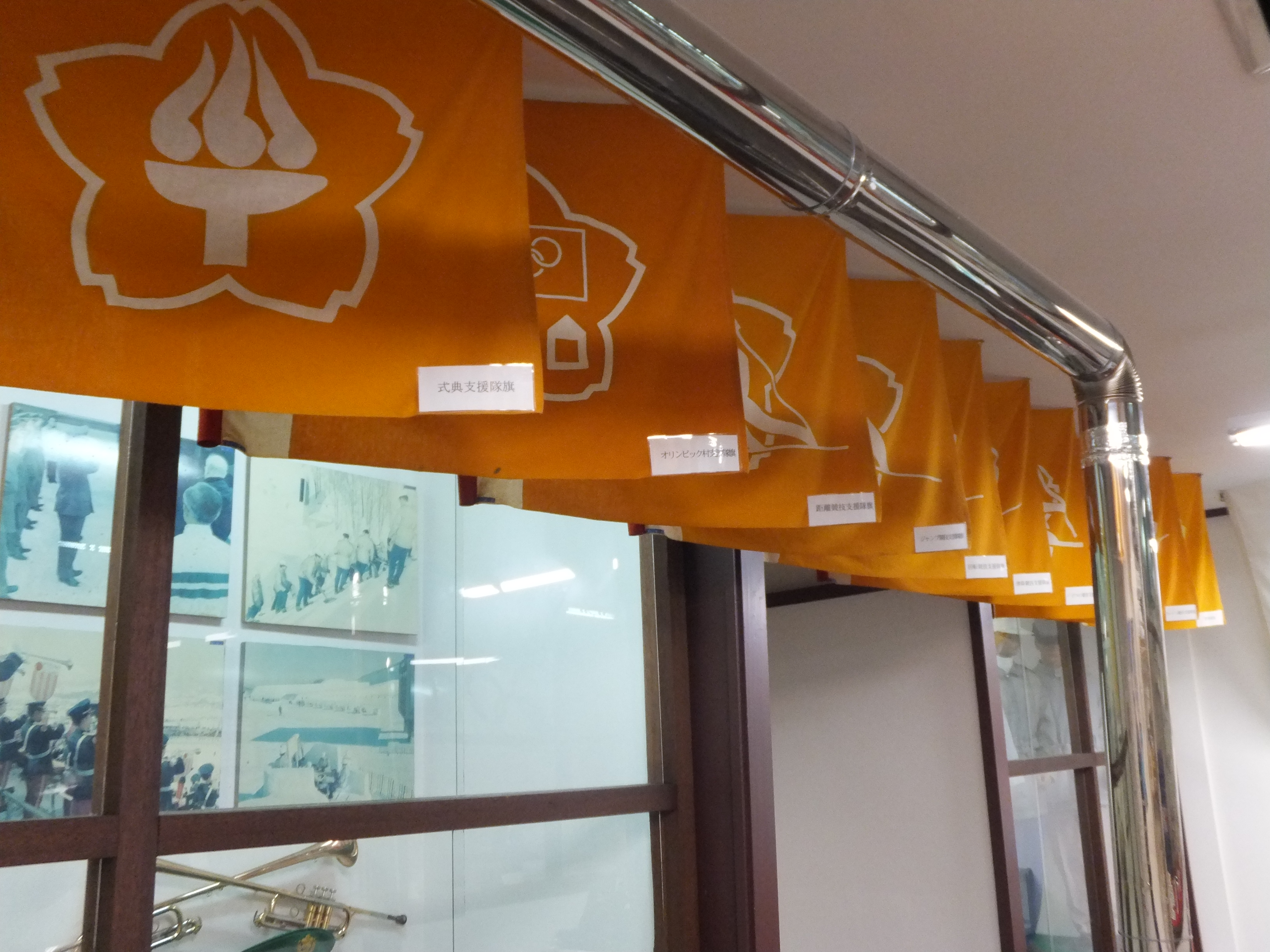
札幌オリンピック支援集団隷下部隊旗、意匠はそれぞれ支援目的に応じて選定された物が使用されている
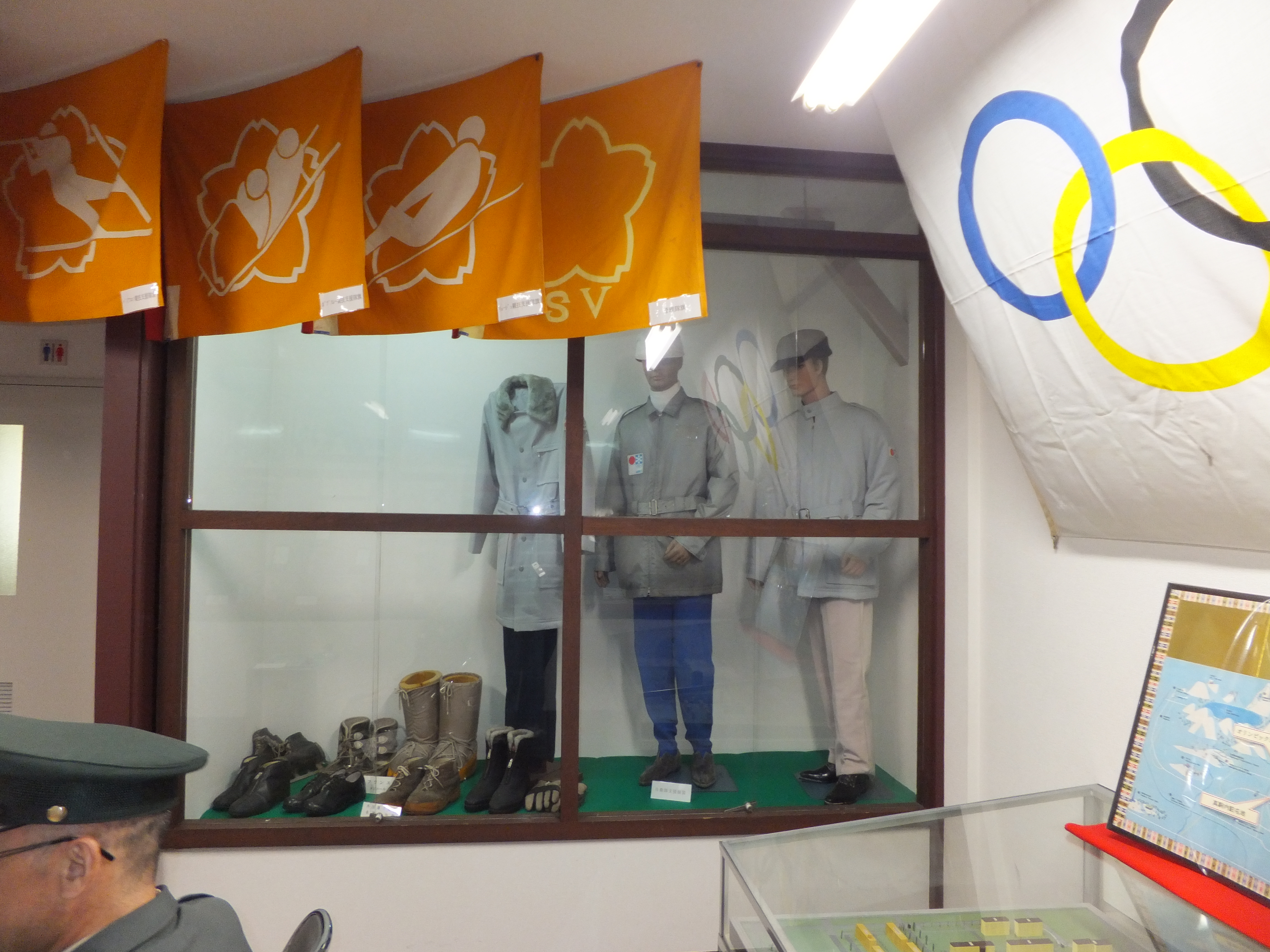
札幌オリンピック支援集団勤務時に使用された制服類

| 官職名                     | 階級    | 氏名     | 在任期間             | 前職                                                                 | 後職                                       |
| -------------------------- | ------- | -------- | -------------------- | -------------------------------------------------------------------- | ------------------------------------------ |
| 札幌オリンピック支援集団長 | 陸将補  | 西田秀男 | 1971.8.3 - 1972.3.15 | 第11師団副師団長 兼 真駒内駐とん地司令 →1970.7.16 北部方面総監部勤務 | 自衛隊体育学校長                           |
| 幕僚長                     | 1等陸佐 | 子野日穣 | 1971.8.3 - 1972.3.15 | 陸上自衛隊高射学校第1教育部長 →1970.7.16 北部方面総監部第1部勤務     | 第1特科団本部付 →1972.3.24 第1高射団副団長 |
| 企画運用部長               | 1等陸佐 | 大沼茂   | 1971.8.3 - 1972.3.15 | 第27普通科連隊副連隊長 →1970.7.16 北部方面総監部第1部勤務            | 第25普通科連隊長 兼 遠軽駐とん地司令       |

## 長野オリンピック協力団
1998年の長野オリンピックの開催協力のために臨時編成された部隊。第12師団を基幹とし、本部は長野市の長野郵便貯金会館（現：ホテル メルパルク長野）に置かれた。「スノースクラム'98」と命名され、自衛隊全体でのべ4万5,000人が動員された。冬季五輪である札幌大会同様、アルペンスキーのコースなどでの除雪作業などを行っているほか、前2大会同様開閉会式でのファンファーレの演奏や国旗、五輪旗掲揚、降納などを行った。

### 沿革
- 1998年（平成10年）
  - 1月20日：長野オリンピック協力団が長野オリンピックスタジアムにおいて編成完結[12]。
  - 2月24日：長野オリンピック協力団編成解組[13]。

### 編成
- 長野オリンピック協力団本部
- 白馬地区
  - 滑走協力隊（隊長：1等陸佐 牧幸生（第13普通科連隊長））
  - ノルディック協力隊（隊長：2等陸佐 鈴木軍三（第5施設群副群長））
- 志賀地区
  - 大回転協力隊（隊長：2等陸佐 堀江行夫（第30普通科連隊副連隊長））
  - 回転・スノーボード協力隊（隊長：3等陸佐 酒井利勝（第2普通科連隊第3中隊長））
- 飯綱地区
  - ボブスレー・リュージュ協力隊（隊長：3等陸佐 高橋美智雄（第30普通科連隊第1中隊長））
  - フリースタイル協力隊（隊長：3等陸佐 水元秀尚（第30普通科連隊第3中隊長））
- 野沢地区
  - バイアスロン協力隊（隊長：1等陸尉 中曽根勉（第2普通科連隊第2中隊長））
- 長野地区
  - 音楽協力隊（隊長：1等陸佐 野中図洋和（陸上自衛隊中央音楽隊長））
  - 旗衛協力隊（隊長：3等陸尉 緒方義大（第13普通科連隊第1中隊小隊長））
- 待機部隊
  - 緊急搬雪協力隊（隊長：3等陸佐 若林知幸（第12施設大隊副大隊長））
  - 緊急特別協力隊（隊長：2等陸佐 金子祥春（第12特科連隊副連隊長））

| 官職名                   | 階級    | 氏名     | 在任期間              | 本務                         |
| ------------------------ | ------- | -------- | --------------------- | ---------------------------- |
| 長野オリンピック協力団長 | 陸将補  | 村崎浩   | 1998.1.19 - 1998.2.23 | 第12師団副師団長（兼補）     |
| 副団長                   | 1等陸佐 | 赤谷信之 | 1998.1.19 - 1998.2.23 | 第12師団司令部幕僚長（兼補） |

※出典

## 東京2020オリンピック・パラリンピック支援団

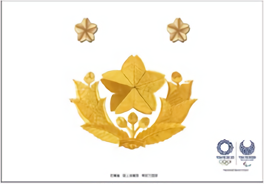
支援団長旗

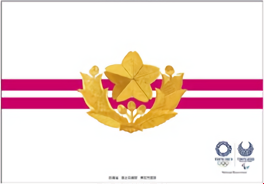
支援群旗

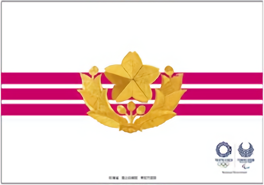
支援隊旗

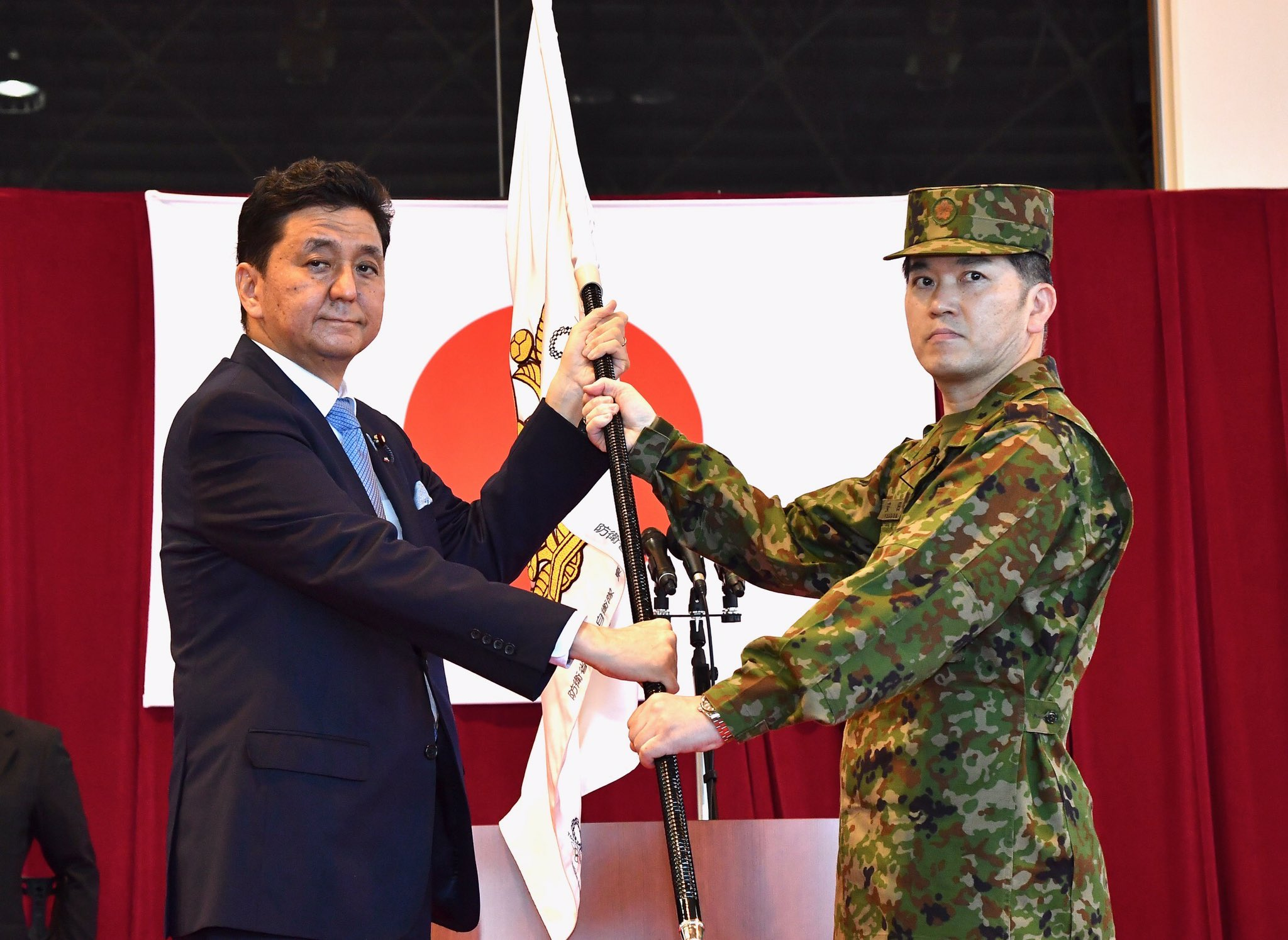
岸防衛大臣から団旗を授与される支援団長 安田陸将補
（2021年7月18日）

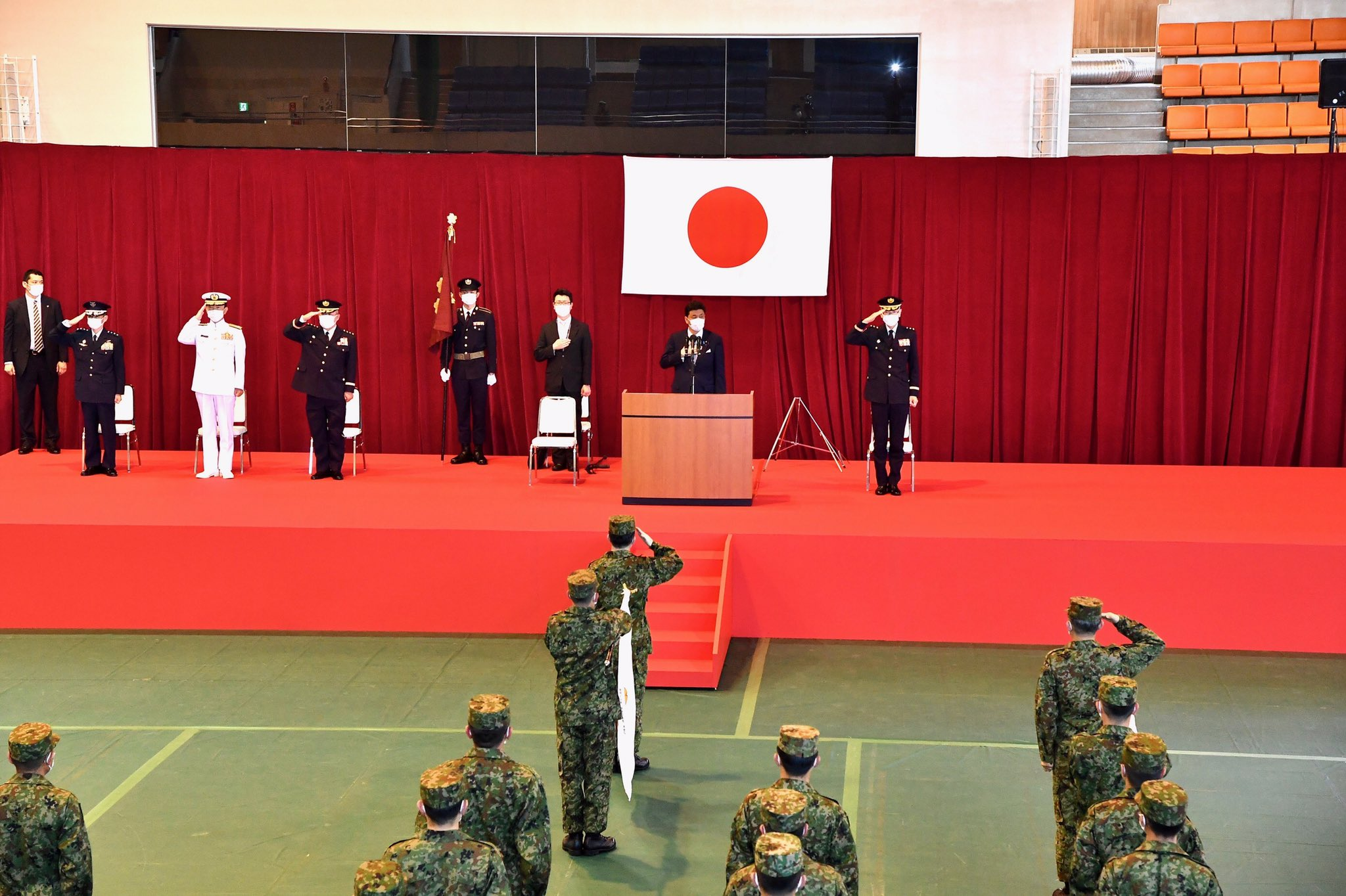
東京2020オリンピック・パラリンピック支援団編成完結式
（2021年7月18日）

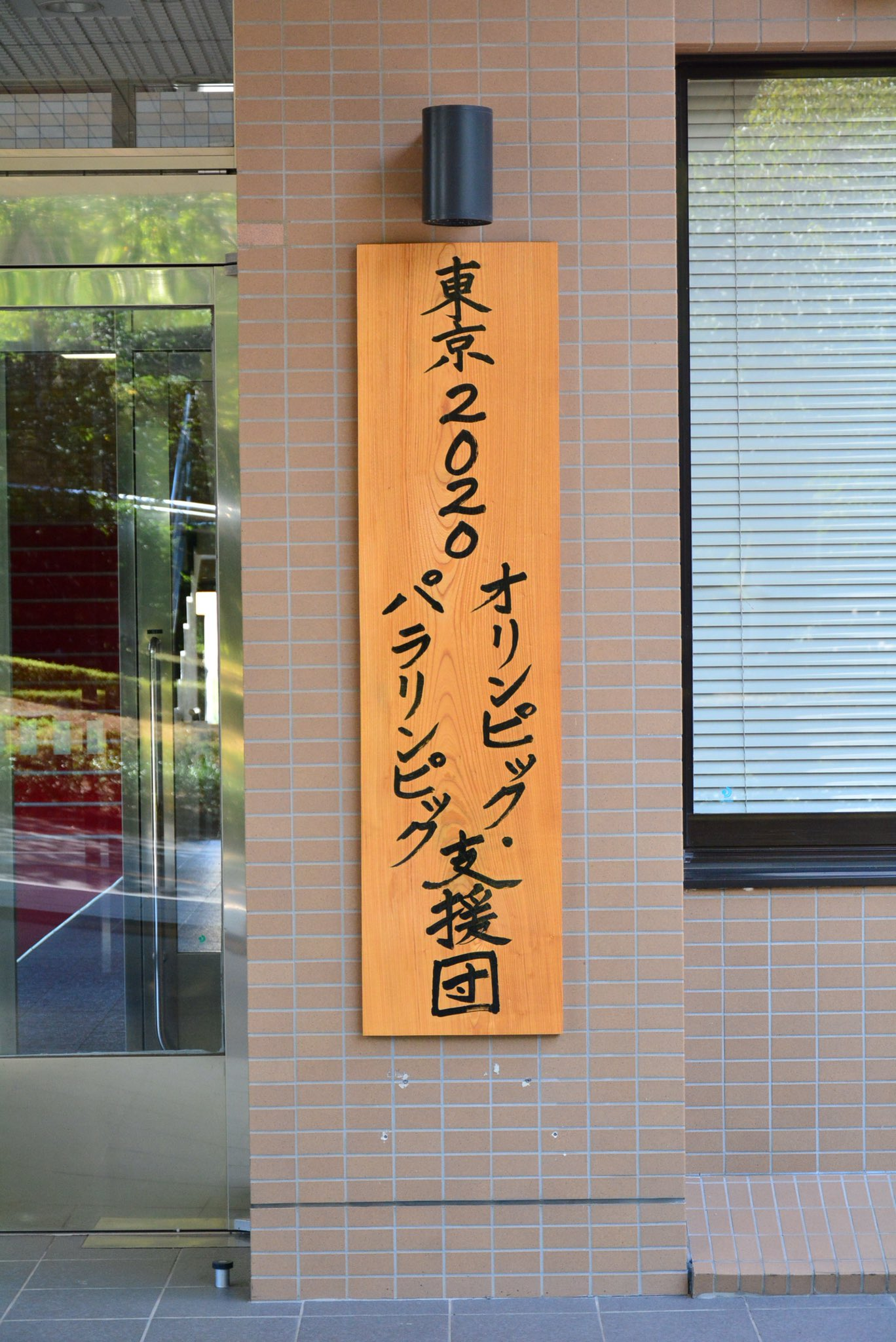
東京2020オリンピック・パラリンピック支援団看板
（2021年7月18日）

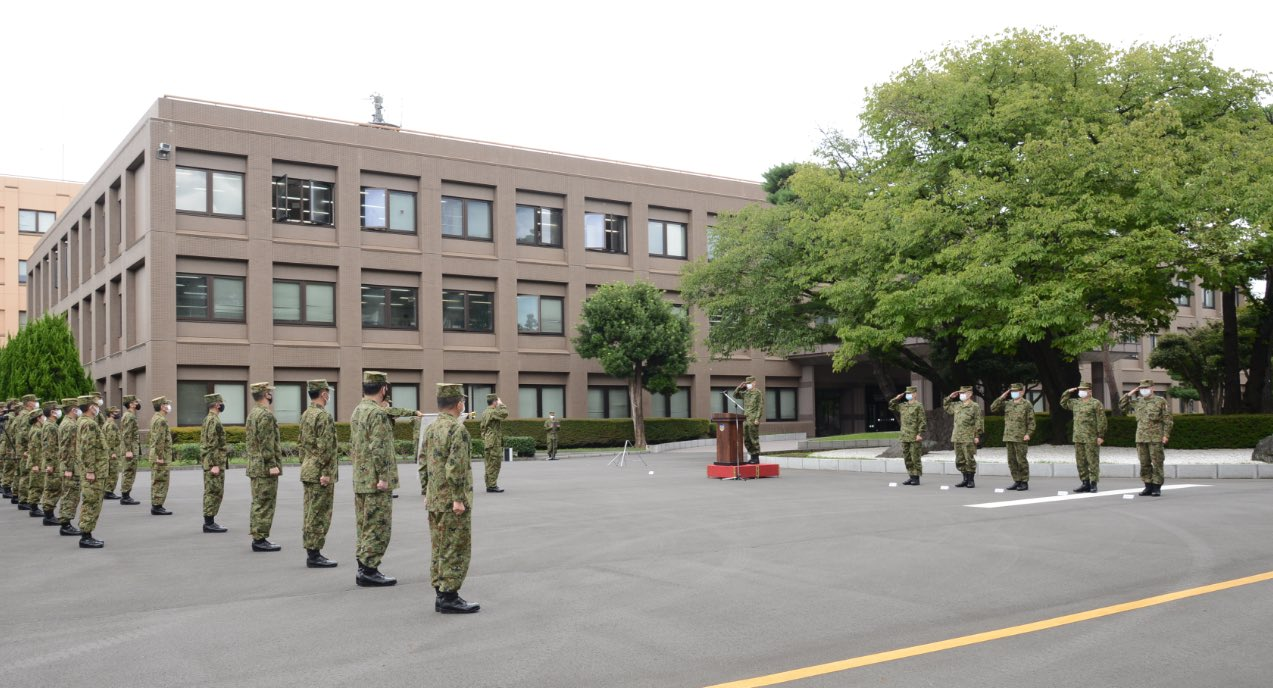
東京2020オリンピック・パラリンピック支援団編成解組式
（2021年9月7日）

2021年に開催された東京2020オリンピック・パラリンピックの支援のために臨時編成された部隊である。前回の東京大会開催時同様に東部方面総監部内に設置され、2021年7月18日に朝霞駐屯地において編成完結し、9月6日までの間、約1か月半にわたり大会を支援した。名称上は"集団"より小さい"団"編成であるが、編成規模は8,200人と1964年開催時よりも人員が増強され、陸自だけでなく海空からも人員が派遣されている。『讀賣新聞』の報道によると、うち約7,600人が大会警備を、約370人が式典での国旗掲揚等を、衛生科の医官約10人と看護官約70人が大会での医療体制への支援業務にあたる予定。また、TBSによれば大会運営におけるサイバー防衛や会場上空の防空といった任務にもあたる。
隊旗として支援団長旗が使用されており、いわゆる五輪マークも使用されているが、1964年の東京大会や1972年の札幌大会、1998年の長野大会の際の団長旗のものとは大きさが異なり、意匠が大きく異なっている。従来の陸将補旗（団長旗）と、「その他」の隊種標識色に相当する白地に赤の線で示された群旗・大隊旗が存在するが、右下に今大会のエンブレム（ロゴマーク）が添えられ、下には「防衛省　陸上自衛隊　東部方面隊」と印字されている。
アーチェリー、射撃、セーリング、自転車競技会場の整理等を行う4個会場整理支援群・2個会場整理支援隊と、それを支援する会場整理全般支援群、アーチェリー、射撃、近代五種の競技会場を運営する競技運営協力隊、式典関係を支援する式典協力隊、射撃会場の医療支援を行う医療支援隊の5個群5個隊（乙編成）基幹の編成を執る。
支援全般の担任は東部方面総監が行うが、セーリング競技の海上部分については横須賀地方総監が担任する。

### 沿革
- 2021年（令和3年）
  - 7月18日：東京2020オリンピック・パラリンピック支援団が朝霞駐屯地において編成完結[24]。
  - 9月7日：東京2020オリンピック・パラリンピック支援団本部を解組[22]。

### 編成
出典
- 東京2020オリンピック・パラリンピック支援団本部
- 東京2020オリンピック・パラリンピック支援団本部付隊
  - 救急車支援組
- 自転車競技会場支援群
  - 群本部
  - 東京地区支援隊
  - 神奈川地区支援隊
  - 山梨地区支援隊
  - 静岡東京地区支援隊
- 第1東京会場整理支援群
  - 群本部
  - 会場整理支援隊
- 第2東京会場整理支援群
  - 群本部
  - 会場整理支援隊
- 第3東京会場整理支援群
  - 群本部
  - 会場整理支援隊
- 埼玉地区会場整理支援隊
- 神奈川地区会場整理支援隊　(第4施設群基幹)
- 式典協力隊
  - 隊本部
  - 開・閉会式協力班
  - 全般支援班
  - 表彰式支援班
- 競技運営協力隊
  - 隊本部
  - アーチェリー運営協力班
  - 射撃運営協力班
  - 近代五種運営協力班
- 射撃会場医療支援隊

| 官職名                                       | 階級    | 氏名     | 在任期間             | 前職                             | 後職         |
| -------------------------------------------- | ------- | -------- | -------------------- | -------------------------------- | ------------ |
| 東京2020オリンピック・パラリンピック支援団長 | 陸将補  | 安田百年 | 2021.7.18 - 2021.9.6 | 東部方面総監部幕僚副長（兼補）   | （兼補解除） |
| 副団長                                       | 1等陸佐 |          |                      |                                  |              |
| 高級幕僚                                     | 1等陸佐 |          |                      |                                  |              |
| 自転車競技会場支援群長                       | 1等陸佐 |          |                      |                                  |              |
| 第1東京会場整理支援群長                      | 1等陸佐 |          |                      |                                  |              |
| 第2東京会場整理支援群長                      | 1等陸佐 |          |                      |                                  |              |
| 第3東京会場整理支援群長                      | 1等陸佐 | 末吉平興 | 2021.7.18-           | 東部方面後方支援隊副隊長（兼補） | （兼補解除） |
| 埼玉地区会場整理支援隊長                     |         |          |                      |                                  |              |
| 神奈川地区会場整理支援隊長                   |         |          |                      |                                  |              |
| 式典協力隊長                                 |         |          |                      |                                  |              |
| 競技運営協力隊長                             |         |          |                      |                                  |              |
| 射撃会場医療支援隊                           |         |          |                      |                                  |              |